# Jerzy Ciesielski
Pour les articles homonymes, voir Ciesielski.
Jerzy Ciesielski (Cracovie, 12 février 1929 - 9 octobre 1970, Nil), était un laïc et militant catholique polonais, reconnu vénérable par l'Église catholique. 

## Biographie
Ingénieur de formation, il était membre du mouvement des Focolari, marié et père de trois enfants. Ami personnel de Karol Wojtyla, le futur pape Jean-Paul II, celui-ci fut son professeur et son directeur spirituel. Jerzy Ciesielski faisait partie du groupe d'étudiants que le Père Wojtyla emmenait en escapade, avec lequel il entretint une amitié et une importante correspondance spirituelle. Il mourut dans un accident le long du Nil, en Égypte. Le cardinal Wojtyla, qui était à Rome, revint spécialement à Cracovie pour y célébrer ses funérailles. 
Depuis le 17 décembre 2013, il est reconnu vénérable par l'Église catholique.